# Скучное
Скучное (укр. Скучне) — село на Украине, находится в Ясиноватском районе Донецкой области. Рядом протекает речка Волчья.
Код КОАТУУ — 1425583205. Население по переписи 2001 года составляет 14 человек. Почтовый индекс — 86024. Телефонный код — 6236. Со 2 сентября 2024 года оккупировано ВС РФ.

## Адрес местного совета
86024, Донецкая область, Ясиноватский р-н, с. Новосёловка Первая, ул. Первомайская